# Руткі (Вармінсько-Мазурське воєводство)
Руткі (пол. Rutki, нім. Klein Ruttken) — село в Польщі, у гміні Пасим Щиценського повіту Вармінсько-Мазурського воєводства.
Населення — 51 особа (2011).

## Демографія
Демографічна структура станом на 31 березня 2011 року:
|          | Загалом | Допрацездатний вік | Працездатний вік | Постпрацездатний вік |
| -------- | ------- | ------------------ | ---------------- | -------------------- |
| Чоловіки | 23      | 2                  | 18               | 3                    |
| Жінки    | 28      | 7                  | 18               | 3                    |
| Разом    | 51      | 9                  | 36               | 6                    |